# ヘンリー・フーパー・ブラッド
ヘンリー・フーパー・ブラッド（Henry Hooper Blood, 1872年10月1日 - 1942年6月19日）は、アメリカ合衆国の実業家、政治家。民主党に所属し、1933年から1941年まで第7代ユタ州知事を務めた。

## 生涯
ブラッドはユタ州ケイスヴィルにおいて誕生した。父親は農場主で市会議員のウィリアム・フーパー・ブラッド (William Hooper Blood)、母親はジェイン・ウィルキー・フーパー (Jane Wilkie Hooper) であった。ブラッドは地元の公立学校で学び、続いてプロボのブリガムヤングアカデミーで中等教育を受けた。ブラッドは1896年にミニー・バーンズ (Minnie Barnes) と結婚し、4人の子供をもうけた。ブラッドはモルモン教会において、ノースデイヴィス地方部の地方部長を22年間にわたって務めた。また製粉会社 Kaysville Milling Company を経営し、銀行その他の会社で取締役を務めた。1932年、ブラッドは民主党でユタ州知事候補指名を受けた。ブラッドは指名を受諾し、元職の州会議員ウィリアム・シーグミラーを下した。ブラッドは民主党に所属したものの、生涯を通して保守主義であった。
世界恐慌に際し、ブラッドは売上税を導入し、また観光の振興を図った。1941年1月、ブラッドはモルモン教会において、カリフォルニア州の伝道部会長を務めた。1942年、ブラッドは病にかかり、ソルトレイクシティにおいて間もなく死去した。